# Боднарів (станція)
Бо́днарів — проміжна залізнична станція Івано-Франківської дирекції залізничних перевезень Львівської залізниці на лінії Стрий — Івано-Франківськ між станціями Ценжів (12 км) та Калуш (14 км). Розташована в селі Боднарів Калуського району Івано-Франківської області.

## Історія
Станція введена в експлуатацію 1 січня 1875 року при відкритті залізниці Ерцгерцога Альбрехта.
До 1919 року від станції відгалужувалася під'їзна колія до військових складів австрійської армії в Березині коло села Бринь.
На цьому пристанку Летючою Бригадою УВО був запланований екс на поштовий вагон на 28 жовтня 1924 року, відмінений через збіг ряду несприятливих обставин і перенесений до Калуша.

## Пасажирське сполучення
На станції зупиняються приміські сполученням Івано-Франківськ — Стрий.
До «реформи» Бориса Колеснікова 2012 року через станцію був інтенсивний рух пасажирських поїздів далекого сполучення Львів — Чернівці, Ужгород — Чернівці, Івано-Франківськ — Мінськ.
З 29 травня 2021 року через станцію курсує регіональний поїзд складом ДПКр-3-001 «Прикарпатський експрес» № 807/808 сполученням Коломия / Івано-Франківськ — Ківерці, проте через станцію Боднарів прямує без зупинки.